# Luke Thompson
Luke Thompson, född 4 juli 1988, är en brittisk skådespelare.
Thompson har bland annat medverkat i TV-serierna Familjen Bridgerton och Transatlantic.

## Filmografi (i urval)
- 2020–2024 – Familjen Bridgerton (TV-serie)
- 2023 – Transatlantic (TV-serie)